# Ametrodiplosis primorskii
Ametrodiplosis primorskii är en tvåvingeart som beskrevs av Fedotova och Vasily S. Sidorenko 2004. Ametrodiplosis primorskii ingår i släktet Ametrodiplosis och familjen gallmyggor. Inga underarter finns listade i Catalogue of Life.